# Le Petit Bacchus malade
Vous lisez un « article de qualité » labellisé en 2021.  Il fait partie d'un « thème de qualité ».
Ne doit pas être confondu avec le Bacchus des Offices.
Le Petit Bacchus malade ou Autoportrait en Bacchus est un tableau exécuté par Michelangelo Merisi dit le Caravage, probablement en 1593 voire en 1594, et conservé à Rome dans la galerie Borghèse. Réalisée au début de sa période romaine alors qu'il est âgé d'une vingtaine d'années, il s'agit de l'une des toutes premières œuvres répertoriées du peintre lombard.
Le tableau est généralement considéré comme un autoportrait réalisé à l'aide d'un miroir. Il représente en demi-figure un jeune garçon habillé en Bacchus, associé à des éléments de nature morte. Le teint jaunâtre du personnage, ainsi que certains éléments perceptibles sur les traits de son visage, font penser que le jeune Merisi a pu se représenter malade — peut-être de la malaria — ou convalescent : c'est en tout cas l'avis de l'historien de l'art Roberto Longhi qui, en 1927, réattribue l'œuvre au peintre lombard et la nomme au passage Il Bacchino malato en italien. Qu'on considère le Bacchus comme malade ou non, il existe diverses interprétations possibles du tableau et de son personnage central.
Aucun commanditaire n'est connu pour ce tableau de chevalet, dont il est présumé qu'il a été réalisé alors que le jeune peintre travaillait dans l'atelier du Cavalier d'Arpin : c'est justement lui qui en est le premier propriétaire connu, mais qui doit s'en séparer en 1607 au profit de la famille Borghese, qui le conserve depuis dans ses collections.
Le thème de Bacchus est traité à deux reprises par Caravage : d'une part dans cette œuvre de jeunesse, d'autre part dans un tableau un peu plus tardif conservé à la galerie des Offices de Florence.

## Historique

### Contexte de la création

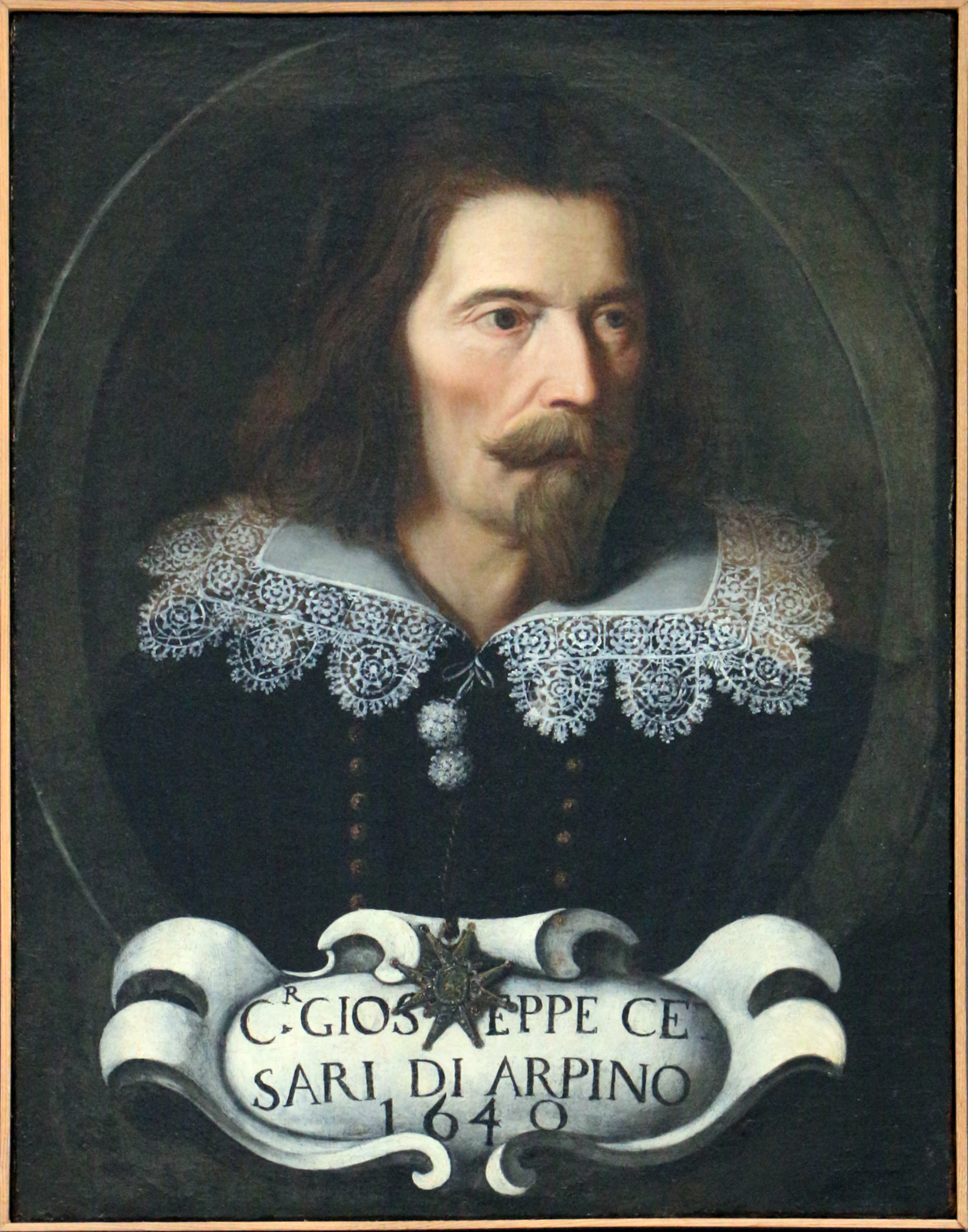
Le Cavalier d'Arpin, peintre et directeur de l'atelier où travaillait le jeune Merisi, semble avoir été le premier propriétaire de la toile avant que le cardinal Borghèse s'en empare en 1607.
Autoportrait de 1640, Accademia di San Luca, Rome.

Le tableau est réalisé au début de la période romaine de Michelangelo Merisi, qui quitte sa Lombardie natale pour arriver dans la cité papale dans la première moitié des années 1590, peut-être vers 1591 ou 1592. C'est une époque difficile pour lui, qui ne s'est pas encore fait un nom dans le milieu artistique et s'efforce de peindre des tableaux « pour vendre », c'est-à-dire de petit format, contrairement à la tendance romaine de l'époque qui favorise la production de vastes fresques d'histoire (religieuse ou profane). Son contemporain Giulio Mancini dit de ces premiers tableaux qu'ils sont « sans sujet », proches de la peinture de genre et du portrait informel.
Plusieurs hypothèses sont soulevées quant au moment et à l'endroit précis de la composition de ce tableau, mais il est fort probable qu'il a été réalisé dans l'atelier de Giuseppe Cesari, dit le Cavalier d'Arpin, où travaille alors Caravage. Cette information est connue parce que les archives montrent que Le Petit Bacchus malade fait partie d'une saisie judiciaire des biens du Cavalier en 1607 et passe alors dans la collection du cardinal Scipione Borghese, tout comme le Jeune garçon à la corbeille de fruits et une nature morte de fruits. Dès lors, l'œuvre ne quitte plus jamais la collection Borghèse ; elle est déposée dans la villa Borghèse en 1891.
L'appartenance initiale du tableau à la collection du Cavalier d'Arpin peut donc signifier que le Cavalier en a été le commanditaire ou l'acheteur, mais aucun élément ne le prouve — ni même ne prouve qu'il ait jamais existé de commanditaire. En 2011, le chercheur Maurizio Marini propose une hypothèse inédite à partir d'une étude des manuscrits de Mancini : l'œuvre aurait initialement appartenu non pas à Cesari mais à Constantino Spada, un marchand de tableaux romain.
Un consensus est désormais établi dans la communauté des chercheurs pour fixer la date probable de création vers 1593,, ou 1594 au plus,.

### Attribution et appellation

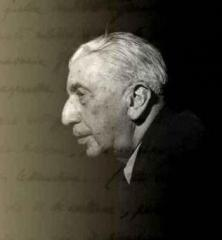
L'historien de l'art Roberto Longhi réattribue en 1927 la toile du Petit Bacchus au Caravage.

Le titre du tableau est variable : fréquemment appelé Autoportrait en Bacchus dans la littérature anglophone, il est plus connu sous le titre Le Petit Bacchus malade en français, ce qui est la traduction directe de l'italien Il Bacchino malato. Ce dernier titre provient de l'analyse fondamentale de Roberto Longhi, éminent spécialiste de Caravage, qui rend le tableau au peintre dans un article de février 1927 en ces termes : « Aujourd’hui, je puis [le] présenter comme un authentique Caravage juvénile ». Il lui donne au passage ce titre de Bacchino malato en constatant que le teint « excessivement jaune » du personnage doit s'expliquer par la maladie, faisant écho à la mauvaise santé du peintre qui est apparemment hospitalisé au tournant de 1593-1594. Longhi l'interprète ainsi, s'appuyant sur les témoignages d'époque des biographes Bellori et Mancini : « On dirait qu’il vient de sortir d'une fièvre paludéenne, que dénoncent d'ailleurs les lèvres d'un ton de giroflée décoloré ».
Comme le montre l'historien de l'art Aldo De Rinaldis en 1935, l'attribution du tableau subit au fil du temps de fréquents allers et retours : un catalogue des œuvres de la collection Borghèse en 1760 nomme correctement Caravage comme l'auteur du tableau, mais ensuite il y a confusion avec Louis Carrache, puis l'attribution revient au peintre lombard mais passe à Tiarini en 1888 et enfin à Pietro Paolo Bonzi en 1893 — sans doute à cause d'un autre tableau produit par ce dernier sur un thème semblable. Finalement, malgré des doutes stylistiques exprimés par divers experts jusque dans les années 1950, l'attribution au Caravage initialement proposée par Longhi finit par ne plus faire débat.

### Réception et interprétation

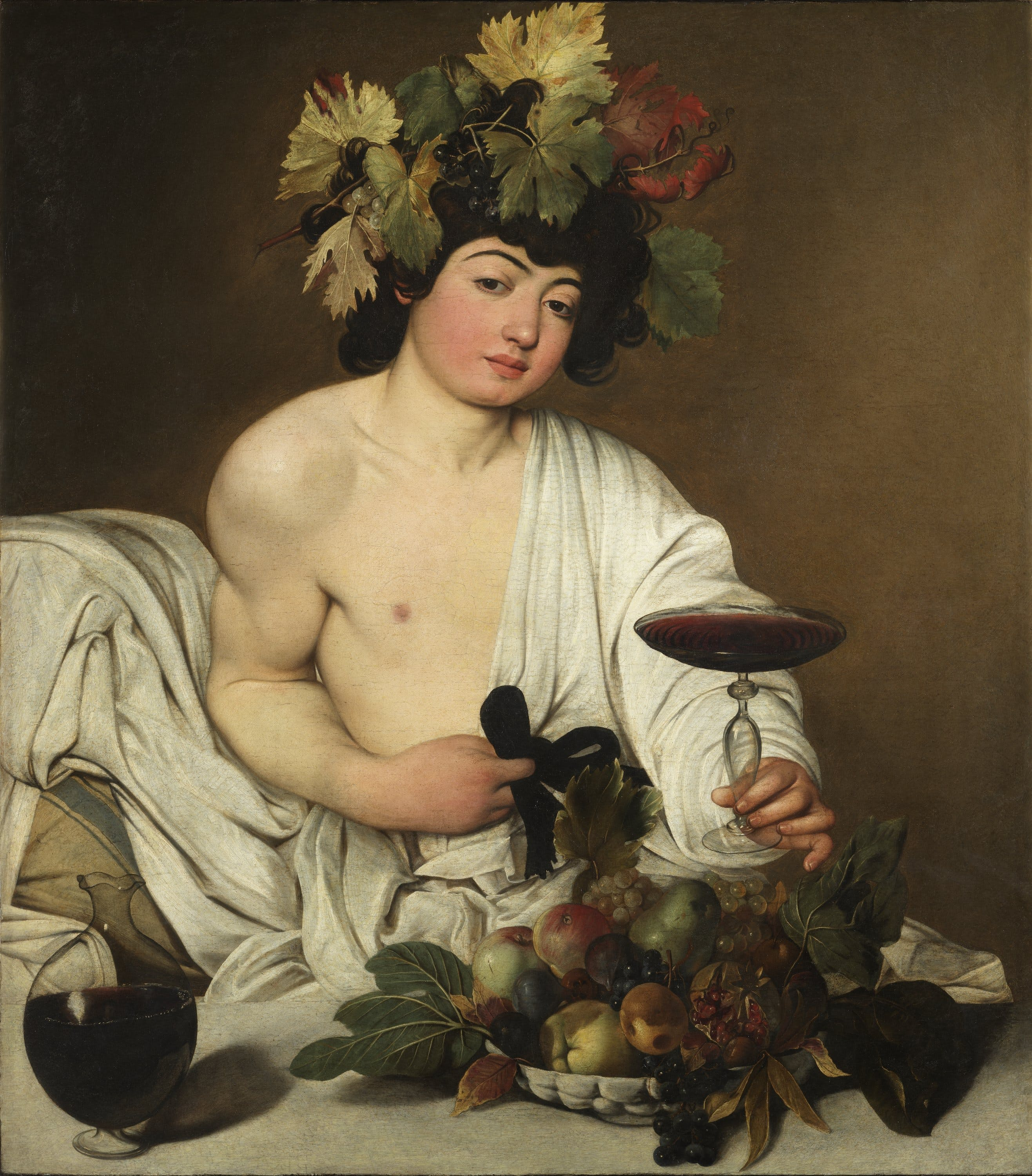
Caravage peint un peu plus tard cet autre Bacchus (galerie des Offices) dont le succès éclipse aujourd'hui le Petit Bacchus malade.

Le Petit Bacchus malade étant une œuvre de jeunesse, sans commanditaire connu, il est logique que la recherche ne fasse apparaître que peu d'informations quant à sa réception par ses contemporains : en ce début des années 1590, Michelangelo Merisi est encore un inconnu et son tableau n'est jamais exposé publiquement. Ainsi, l'un de ses biographes les plus notables, Giovanni Pietro Bellori, qui écrit sur Caravage quelques décennies plus tard, ne fait pas même mention de cette œuvre. Néanmoins, il apparaît que le public romain, qui accède tout de même au travail de ce jeune artiste, est plutôt favorablement impressionné — outre l'aspect novateur apporté par son traitement de la nature morte — par le naturalisme et l'expressivité des personnages dépeints par Merisi dans ses œuvres de l'époque. Cela n'exclut pas certaines critiques ou des réactions déconcertées, comme celle de son confrère et contemporain Giovanni Baglione qui décrit en l'occurrence « un Bacchus avec plusieurs grappes de raisin de différentes espèces, tableau exécuté avec beaucoup d’application, mais d’une manière un peu sèche ». Toutefois, il n'est pas certain que Baglione — qui indique qu'il s'agit de la « première œuvre » que Caravage réalise en toute indépendance — parle bien là du Bacchus Borghèse : d'autres auteurs estiment qu'il ferait plutôt référence au Bacchus des Offices, même si cette opinion est devenue très minoritaire. Son autre contemporain Giulio Mancini, pour sa part, parle succinctement d'un « beau Bacchus imberbe ».
En revanche, aucune source contemporaine ne donne d'indication quant à la manière dont ces premiers tableaux (y compris, donc, le Petit Bacchus) seraient interprétables ou interprétés à son époque sur un plan allégorique. Cela n'empêche pas des commentateurs ultérieurs d'imaginer divers sens cachés, parfois classiques lorsqu'on rapproche l'image des fruits très mûrs de fin de saison (pêches, raisins) d'une méditation sur la fin de la vie, ou lorsqu'on y voit une allégorie des cinq sens ou encore de la mélancolie ; mais ces interprétations peuvent prendre une tournure quelque peu osée (la métaphore sensuelle pouvant virer à l'allusion érotique) voire incongrue, à l'instar de l'analyse de Maurizio Calvesi qui voit dans l'image du petit Bacchus rien de moins qu'un « autoportrait de l’artiste en Christ ressuscitant ». Les commentateurs des xxe et xxie siècles sont souvent quelque peu réservés quant aux qualités intrinsèques de cette œuvre juvénile, non dénuée de raideur ni de maladresses — notamment en termes de perspective —, ou du moins sont-ils davantage portés à la traiter comme partie d'un ensemble de petites toiles typiques de la première manière du jeune Merisi.

## Composition

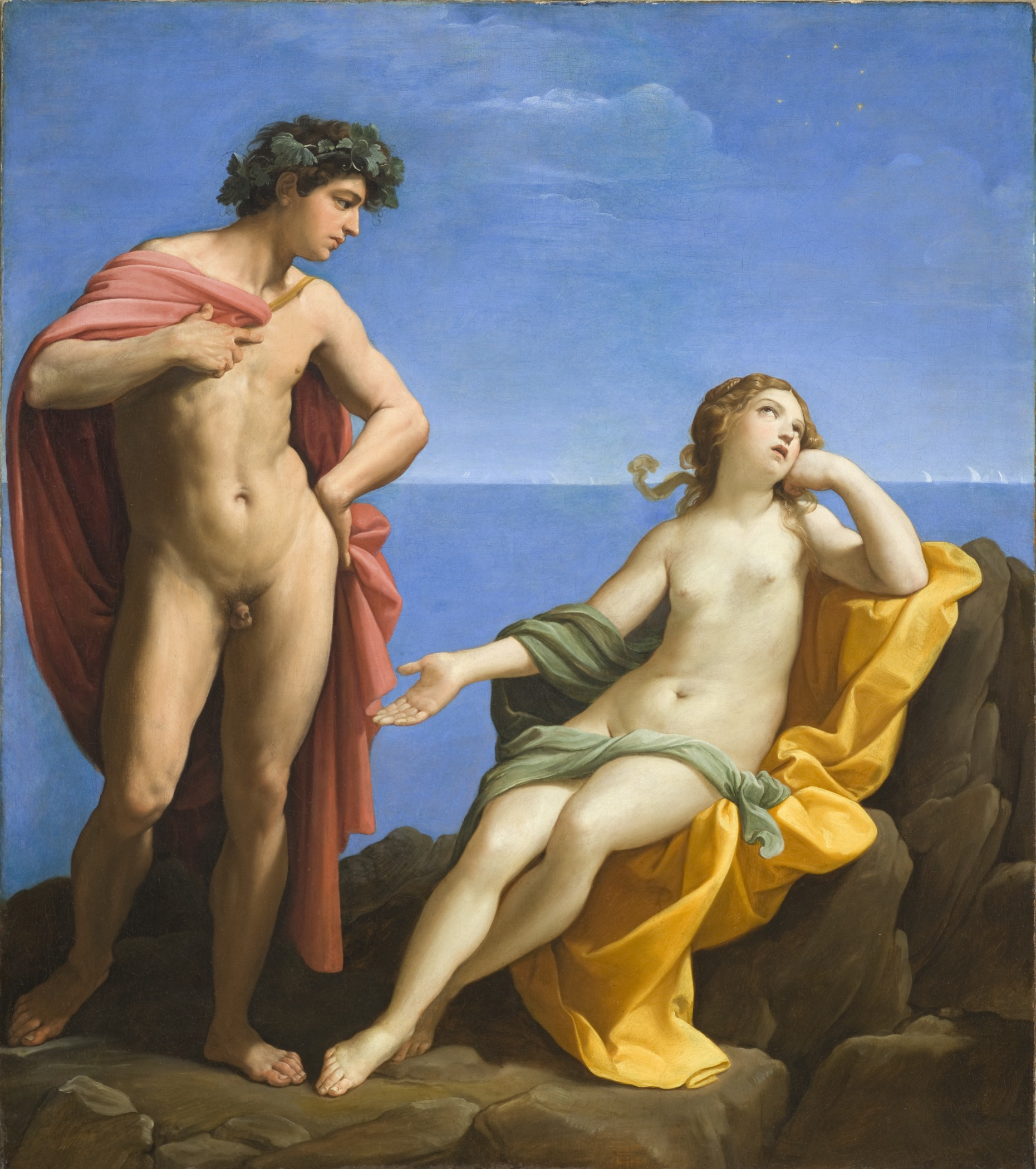
Le bolonais Guido Reni, peu après Caravage, propose une tout autre vision de Bacchus, en le représentant comme un jeune séducteur face à Ariane.
Bacchus et Ariane (v. 1619-1620), musée LACMA de Los Angeles.

Il existe traditionnellement deux manières principales de représenter le dieu Bacchus en peinture : soit ivre et âgé, soit jeune et en train de séduire Ariane. Dans cette œuvre cependant, Caravage ne choisit aucune des deux options. Bacchus, personnage individualisé, est assis et accoudé sur une tablette en pierre où repose une nature morte composée de pêches et de raisins noirs accompagnés de feuilles de vigne. Il tient à la main droite une grappe de raisins blancs qu'il semble vouloir porter à sa bouche, mais la main gauche qui se discerne dans l'ombre referme sa prise, comme s'il voulait écraser les fruits — possible référence bachique au processus de création du vin ? — ; son buste à demi tourné donne l'impression qu'il a été interrompu dans sa dégustation des raisins pour faire face à un spectateur. Son visage est représenté de trois-quarts et il porte une couronne de lierre, ainsi qu'un costume drapé blanc all’antica avec une épaule dénudée. Le cadrage en demi-figure (c'est-à-dire de la tête à la taille) laisse néanmoins entrevoir le haut des jambes nues du personnage ; la toge — ou chemise — blanche est fermée par un ruban noir ostensiblement posé sur le rebord de la table, ruban qui se retrouve dans plusieurs autres tableaux de Caravage.
Le choix de la position du personnage, l'enroulé du bras, font penser que Caravage a dû être influencé par le dessin de la Sibylle persique de Simone Peterzano, chez qui il avait démarré son apprentissage à 13 ans, dès 1584 et pour au moins 4 voire 6 ans. La posture du Christ aux outrages gravé par Albrecht Dürer peut également avoir orienté la main de Caravage, avec une transformation de la couronne d'épines en couronne de lierre et de la pierre tombale christique en tablette de pierre. C'est d'ailleurs une pose assez classique qui est ici reprise : le grand Raphaël lui-même en proposait une version dans son Jugement de Pâris gravé par Marcantonio Raimondi vers 1510-1520 ; mais le talent de Caravage consiste à parvenir à mêler ces diverses influences, sans pour autant suivre le canon italien du moment. Plusieurs siècles plus tard, Édouard Manet en donne une nouvelle interprétation.

Influences croisées autour d'une pose.
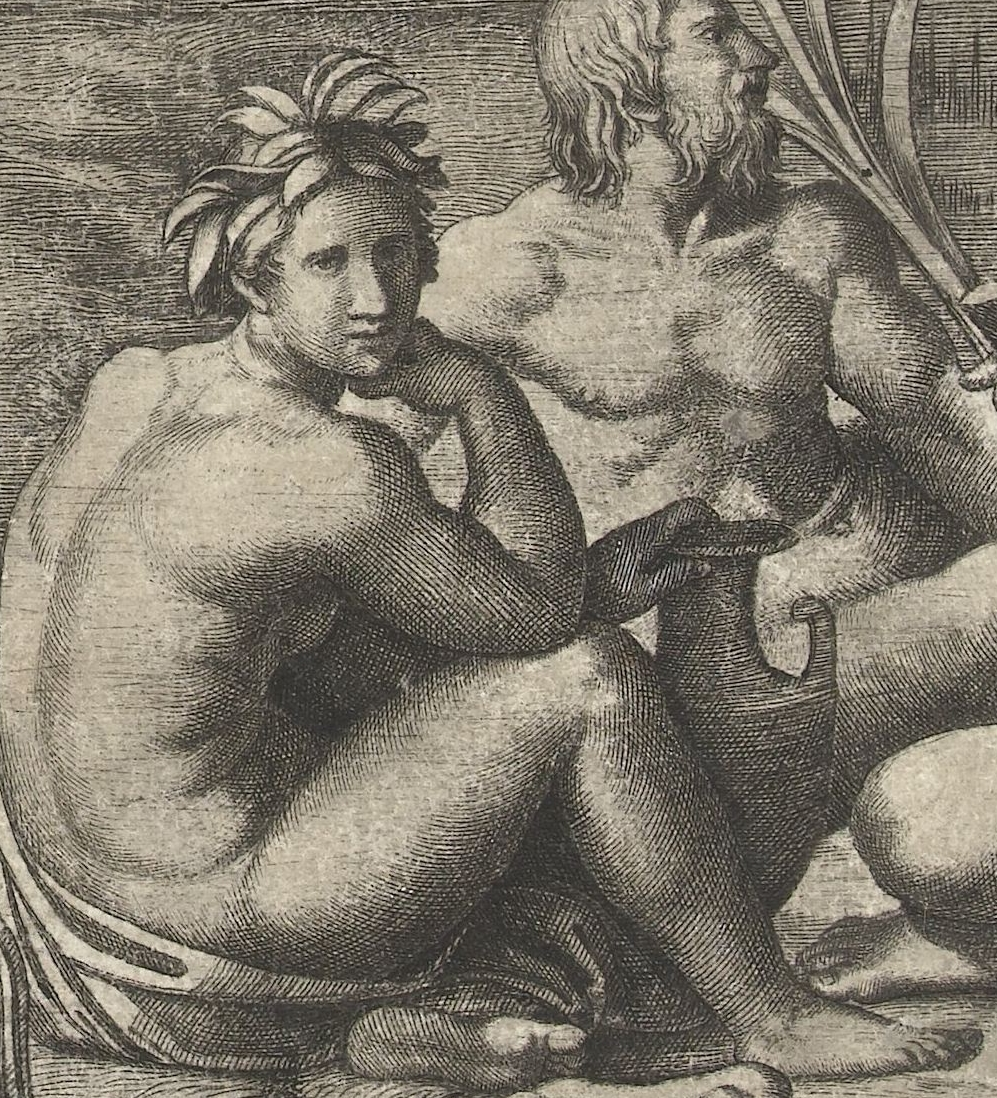
Détail du Jugement de Pâris, gravure de Raimondi d'après Raphaël, v. 1510-1520. Metropolitan Museum of Art, New York.
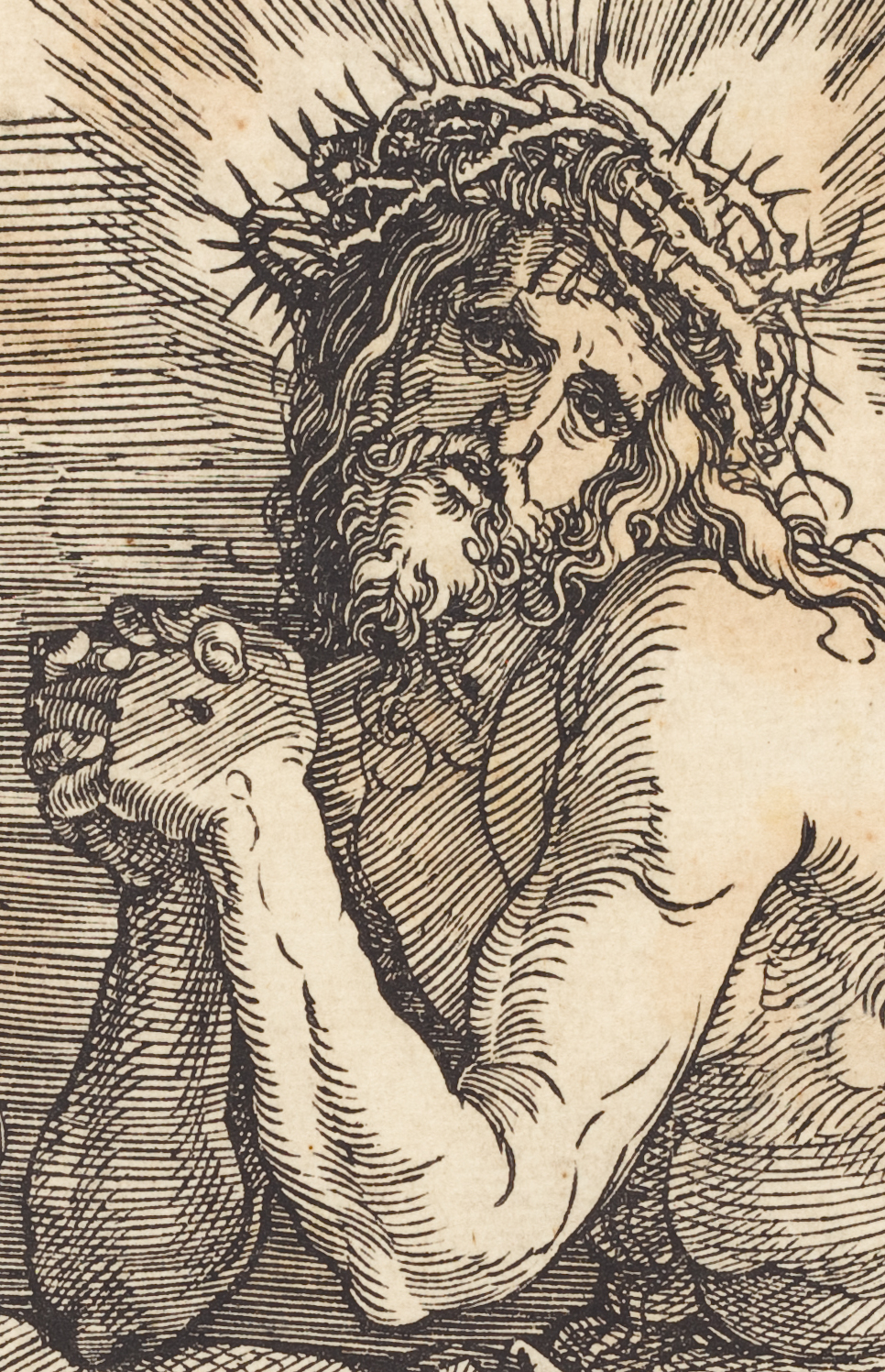
Le Christ aux outrages, gravure en frontispice de la Grande Passion, A. Dürer, 1511. National Gallery of Art, Washington D.C.
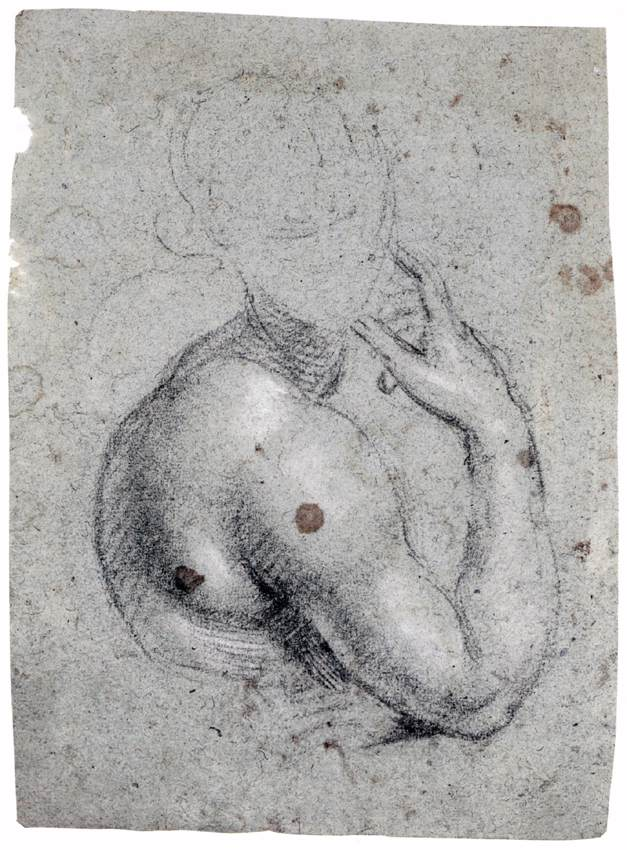
Sibylle persique, S. Peterzano. Dessin sur papier, ca.1580. Musée du château des Sforza, Milan.
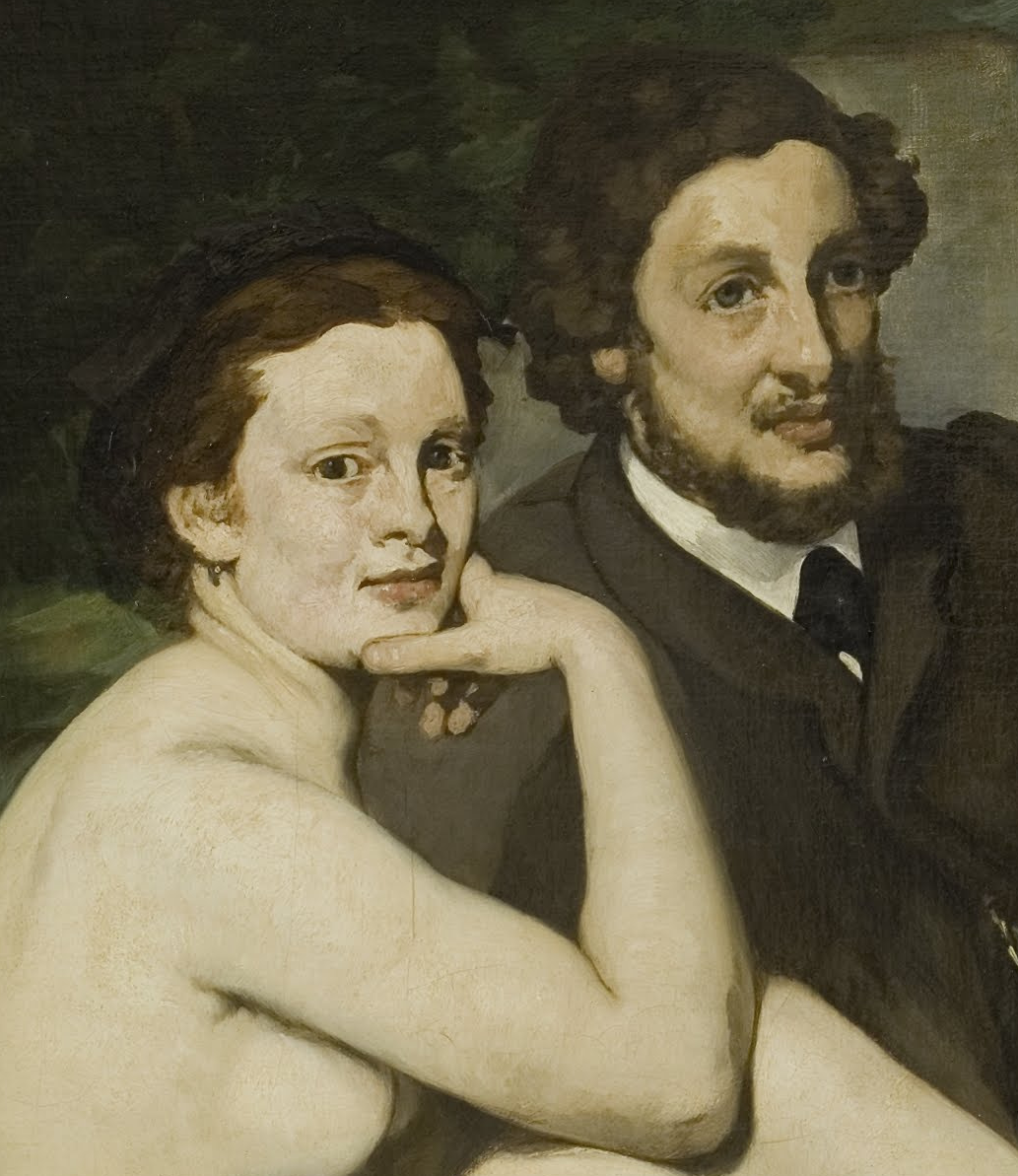
Détail du Déjeuner sur l'herbe, É. Manet. Huile sur toile, 1863. Musée d'Orsay, Paris.

L'artiste américaine Cindy Sherman s'approprie plus directement encore la pose ainsi que les accessoires du Petit Bacchus malade dans une œuvre photographique de 1990, ; également sous forme photographique, le plasticien brésilien Vik Muniz en propose en 2013 une réinterprétation à partir de collages,.

## Bacchus «malade»?

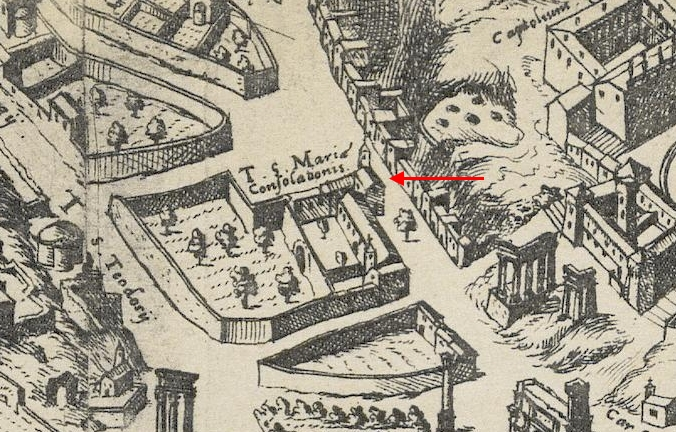
Attenant à l'église Notre-Dame de la Consolation se trouvait un hôpital où Caravage semble avoir séjourné au cours des années 1590.
Détail d'un plan de Rome dessiné en 1577 par du Pérac-Lafréry.

Il y a consensus sur le fait que ce Bacchus constitue un autoportrait du peintre,, qui s'est représenté en buste, probablement en se regardant dans un miroir. Le peintre britannique David Hockney développe d'ailleurs une vaste — et controversée — théorie au sujet des techniques employées par Caravage dans son ouvrage de 2001 portant sur les « savoirs secrets des maîtres anciens »; il explique en l'occurrence que le Petit Bacchus a dû être peint en employant un miroir à lentille concave et en recombinant quatre vues saisies isolément : la tête, le dos, la main tenant les raisins et enfin la nature morte sur la table. L'effet obtenu est de rapprocher les épaules et le dos vers le spectateur tout en éloignant le reste, rapprochant ainsi le sujet du plan du tableau.
Par ailleurs, quelques spécialistes avancent que le Bacchino malato aurait été peint dans une période où Caravage était frappé par la malaria ; d'autres parlent simplement d'une sortie de convalescence. Certains spécialistes de la médecine s'aventurent même à proposer un véritable diagnostic à partir du tableau : parmi quelques exemples de publications des années 2000, un article paru dans une revue médicale britannique identifie chez le Bacchus un cas de jaunisse ; un autre repère les symptômes de la maladie endocrinienne d'Addison ; un autre encore y voit une représentation typique d'un cas d'alcoolisme. L'historienne de l'art Florence Chantoury-Lacombe synthétise ces divers diagnostics en émettant l'hypothèse que c'est la difficulté d'interpréter avec justesse la couleur de la carnation du personnage qui pousse les spectateurs à y voir un effet de la maladie.
De façon plutôt marginale, son collègue historien Maurizio Marini soutient cependant que le tableau ne représente pas le peintre malade : la tonalité jaunâtre de l'image serait plutôt due à un nettoyage excessif lors d'une restauration ancienne,. Un autre auteur, le Britannique Andrew Graham-Dixon, propose encore une autre explication : la nuit étant le meilleur moment pour célébrer le culte bachique, il faudrait considérer ce portrait comme une scène nocturne où la lumière verdâtre est alors due aux reflets de la Lune.
Quoi qu'il en soit, l'impression de maladie que Roberto Longhi met initialement en avant dans son article de 1927 semble effectivement transmise par le teint cireux de Bacchus, sa chair gonflée, ainsi que par ses yeux cernés, et il est attesté que Caravage a effectivement subi à l'époque un long passage à l'hôpital romain de la Consolation,, attenant à l'église du même nom. Il arbore toutefois un demi-sourire, et on le voit doté d'une musculature nerveuse qui pourrait aussi correspondre au physique de sa jeunesse, le peintre étant alors âgé d'une petite vingtaine d'années.

## Place dans l'œuvre

### Un type de tableau récurrent
Le Bacchus malade est facilement assimilable à un ensemble de premières œuvres produites vers 1593-1594 et qui représentent de jeunes garçons bruns, frisés, cadrés à mi-corps et associés à des éléments de nature morte (fruits, feuilles), dans un traitement profane ou mythologique. Leurs dimensions sont assez similaires : ce sont toutes des peintures dites « de chevalet ». Certains éléments vont traverser une grande partie de l'œuvre ultérieure de Caravage, en particulier le traitement de l'ombre et de la lumière, qui provient de la gauche et laisse des fonds sombres, indistincts, voire complètement noirs. Des commentateurs n'hésitent pas à déjà porter aux nues cette première série de tableaux qui, bien que ne rencontrant pas encore le succès considérable des grandes œuvres romaines à venir, témoignent, comme l'écrit Vittorio Sgarbi, d'un « langage neuf […], avec une liberté et une iconographie que personne n’avait osées avant lui ».

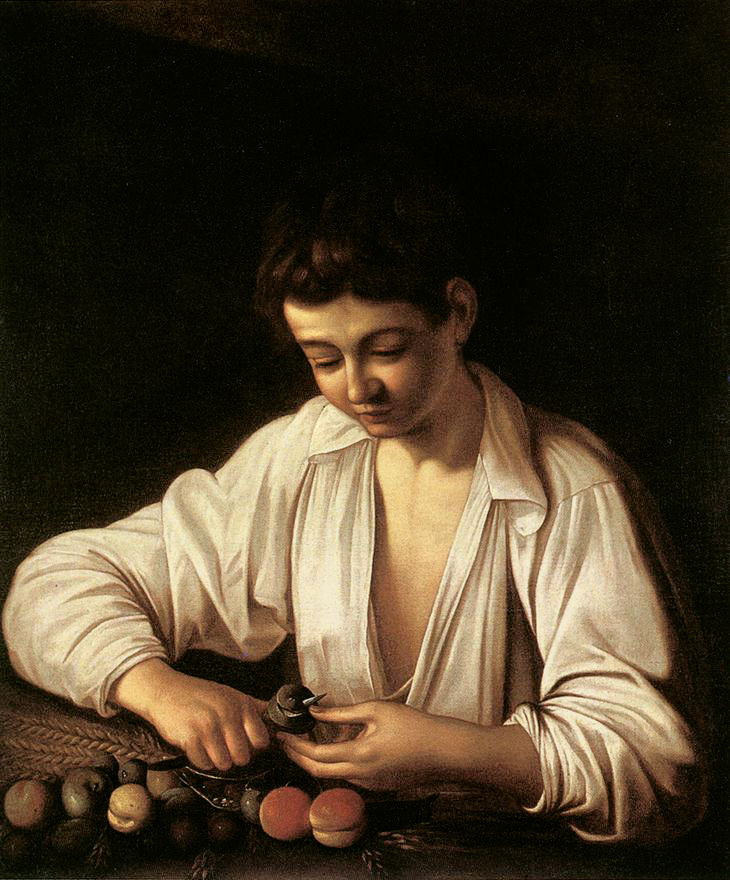
Garçon pelant un fruit, 75,5 × 64,4 cm
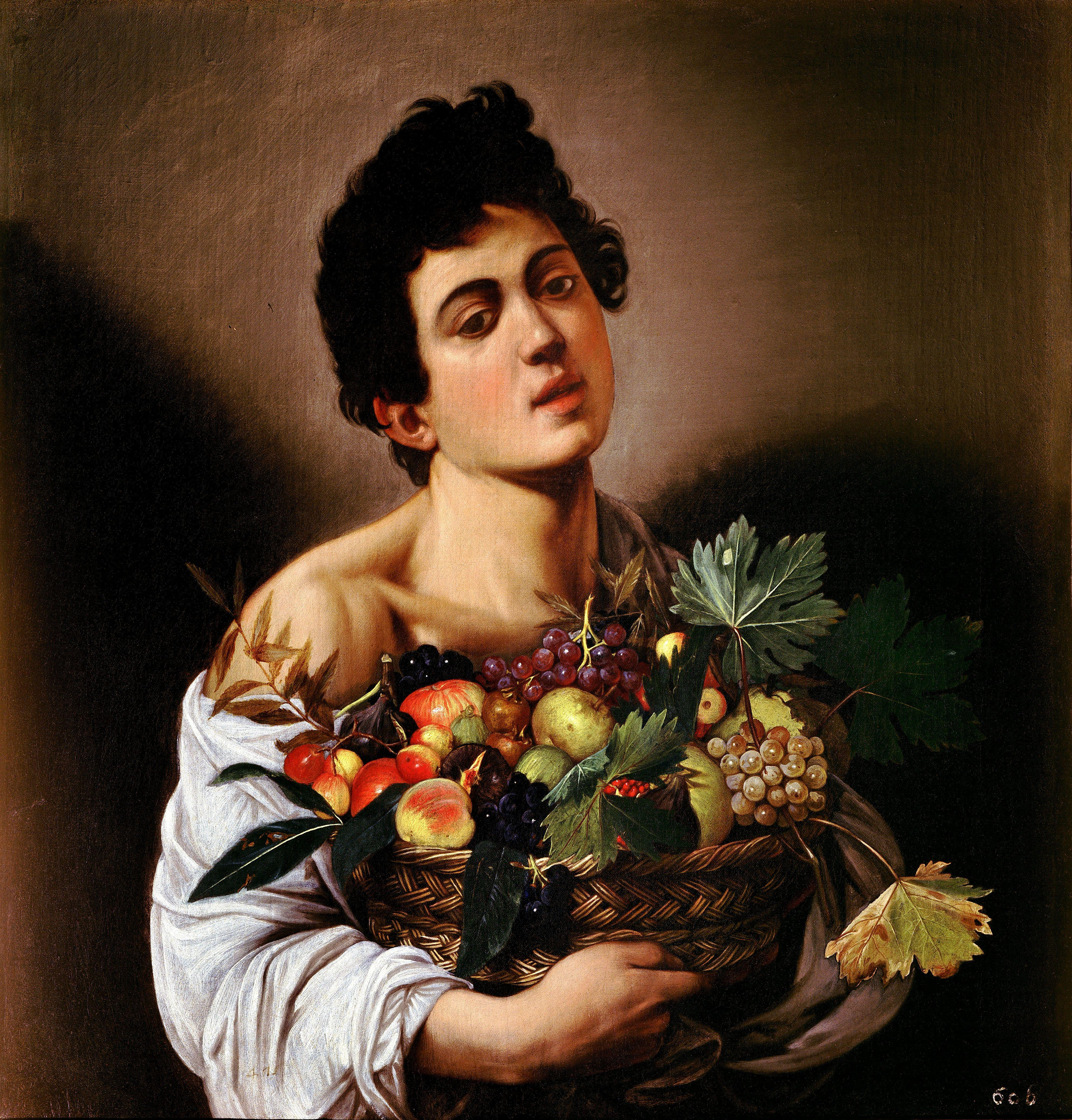
Garçon à la corbeille de fruits, 70 × 67 cm
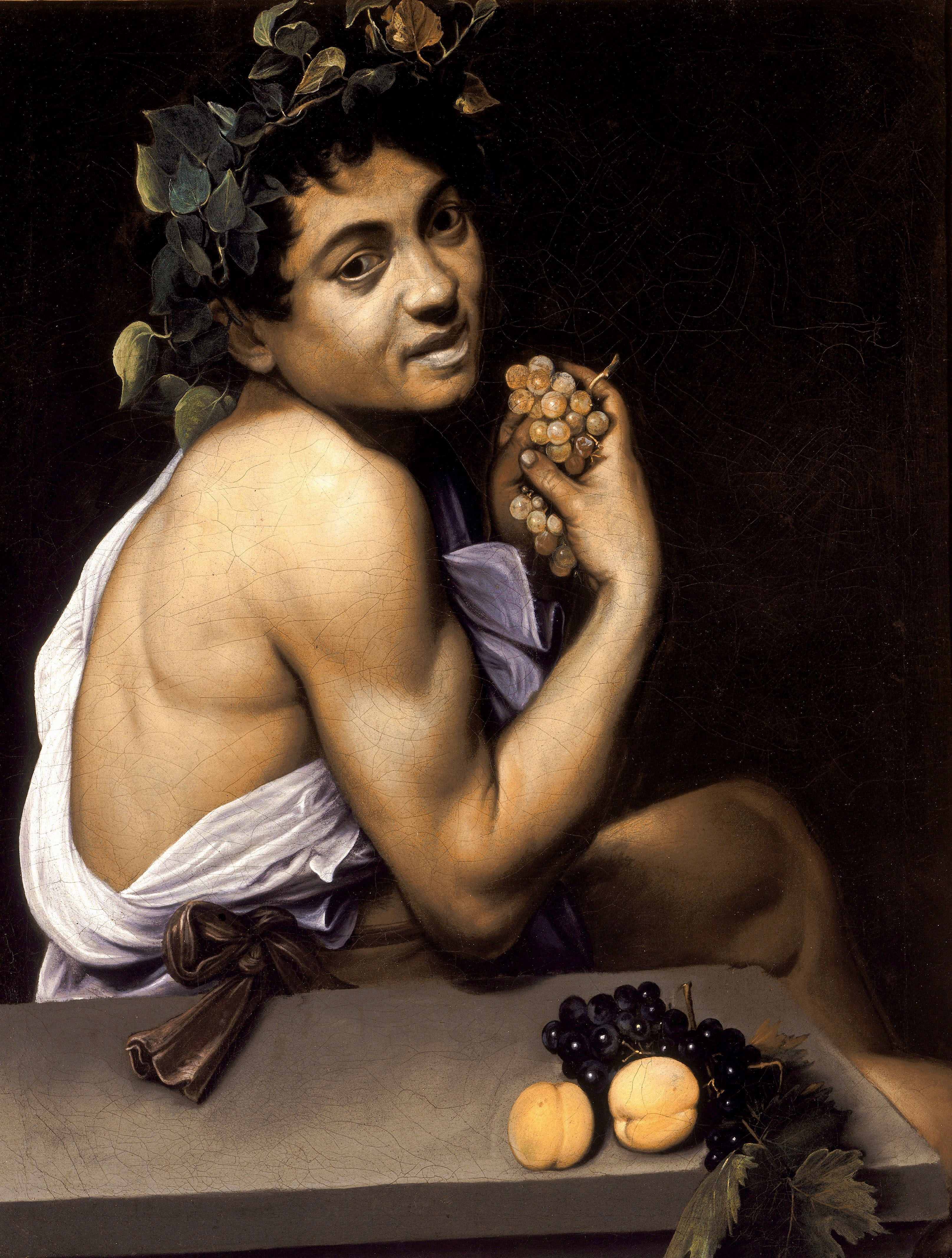
Le Petit Bacchus malade, 67 × 53 cm
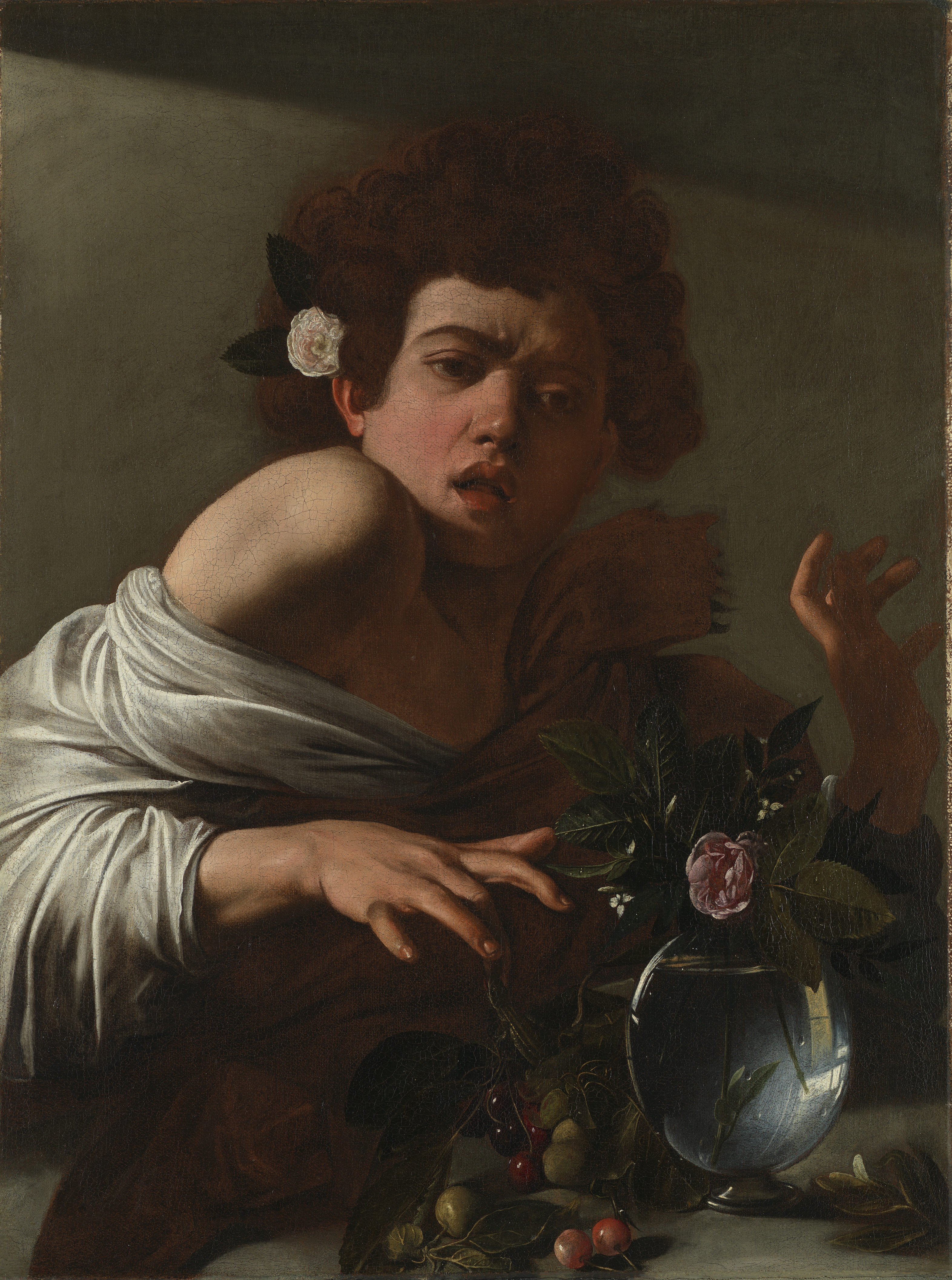
Garçon mordu par un lézard, 66 × 49,5 cm

### Un vent de nouveauté

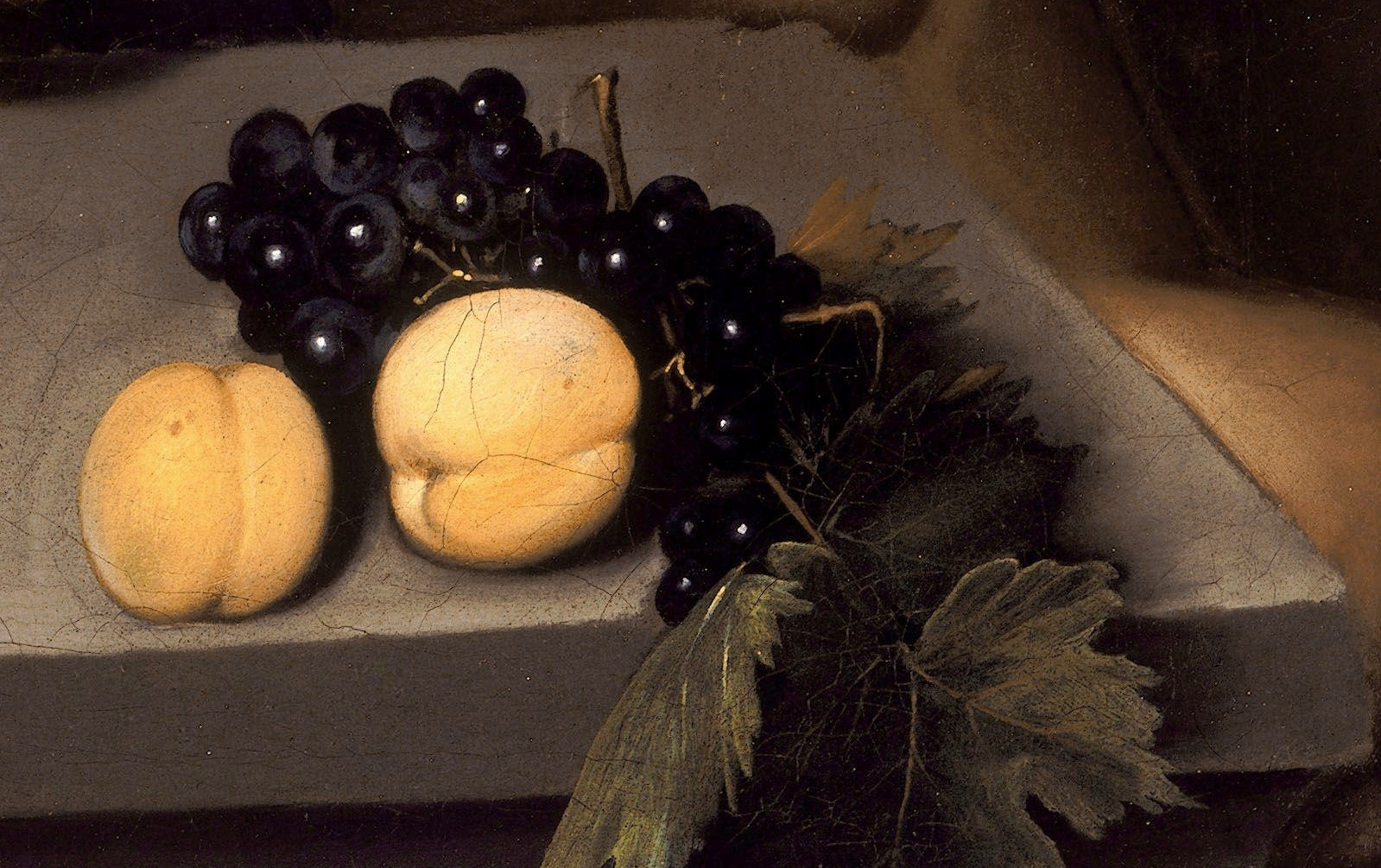
L'insertion d'une nature morte au premier plan constitue une nouveauté pour le monde artistique romain des années 1590.

Pour l'historienne de l'art Catherine Puglisi, ces premières toiles placent le jeune peintre quelque peu à l'écart du courant artistique du moment. Elle explique que la nouveauté la plus marquante réside dans la place importante de la nature morte : Caravage a la particularité notable — pour l'époque — de « [traiter] sur un pied d'égalité à la fois les fleurs, les fruits, les légumes et les personnages ». Bien que la nature morte soit assez courante dans la peinture lombarde contemporaine, elle est inhabituelle pour le public romain ; et le traitement iconographique et naturaliste qu'en fait Caravage le place à l'écart de la pratique artistique du moment. Ainsi, la représentation des feuilles et fruits sur la tableau du Bacchus est remarquable pour l'époque ; pour Graham-Dixon, elle témoigne même d'un « pathos inquiétant » dans sa disposition dépouillée sur une plaque de pierre froide et nue. Sa consœur historienne de l'art Helen Langdon note également cette nature morte réduite et isolée, où elle perçoit un plaidoyer pour le naturalisme à l'opposé de la rhétorique rigide du milieu artistique romain, ; mais elle estime que c'est également le naturalisme du modèle qui constitue un défi artistique, car Bacchus n'est plus ici le dieu antique du vin, de la poésie ou de la convivialité, mais un gamin malade sorti des rues de Rome, aux ongles sales et vaguement déguisé à l'antique. Sybille Ebert-Schifferer résume en une formule le possible projet du jeune Caravage qui se dépeint en Bacchus : peut-être faut-il finalement y voir « une forme de réclame ingénieuse pour lui-même », tout autant qu'un témoignage du naturalisme lombard que le peintre contribue à apporter au monde artistique romain.